# Barbara Syrbe
Barbara Syrbe (* 12. Oktober 1954 in Jena, DDR) ist eine deutsche Politikerin der Partei Die Linke. Sie wurde 2001 zur Landrätin des Landkreises Ostvorpommern im Bundesland Mecklenburg-Vorpommern und damit zur ersten Landrätin mit PDS-Mandat in Deutschland gewählt. In dieser Funktion amtierte sie bis 2011, nachdem sie 2008 wiedergewählt worden war. Seit den Landratswahlen im September 2011 war sie bis Oktober 2018 Landrätin des durch die Kreisgebietsreform in Mecklenburg-Vorpommern 2011 neu entstandenen Landkreises Vorpommern-Greifswald.

## Leben
Barbara Syrbe wurde 1954 in Jena geboren und wuchs in Karl-Marx-Stadt – dem heutigen Chemnitz – sowie in Potsdam auf. Sie absolvierte ein Studium der Marxistisch-leninistischen Philosophie in Jena und wurde Mitglied der Sozialistischen Einheitspartei Deutschlands (SED). 1978 zog sie aufgrund der Tätigkeit ihres Mannes, der Jagdflieger in der Nationalen Volksarmee war, nach Karlshagen auf der Insel Usedom im damaligen Kreis Wolgast. Von 1980 bis zur politischen Wende 1990 arbeitete sie als Bildungsstättenleiterin auf der Peene-Werft Wolgast. 1988 erfolgte ihre Promotion an der Pädagogischen Hochschule Erfurt/Mühlhausen mit der Arbeit Ansätze für dialektisch-materialistisches Denken in der Naturphilosophie des jungen Schelling (unter besonderer Berücksichtigung des historischen und ideengeschichtlichen Umfeldes bis zum Jahr 1799).
Ab 1991 war sie zunächst als Kreistagsabgeordnete und Wahlkreismitarbeiterin eines Landtagsabgeordneten ihrer Partei tätig. Von 1998 bis zur Wahl als Landrätin arbeitete sie dann als stellvertretende Sprecherin der SPD/PDS-Landesregierung Mecklenburg-Vorpommerns.
Syrbe ist Mutter von drei Kindern und verwitwet. Ihr Ehemann kam am 13. September 1990 beim letzten Flugunfall der Luftstreitkräfte der NVA, einer Vorführung vor dem Verteidigungsausschuss des Bundestages, ums Leben.

## Landratswahlen

### 2001
Bei der am 6. Mai 2001 erstmals in Mecklenburg-Vorpommern in direkter Wahl durchgeführten Landratswahl konnte Herbert Kautz (CDU), Amtsinhaber seit der Schaffung des Landkreises Ostvorpommern im Jahr 1994 und vorheriger Landrat des aufgelösten Kreises Greifswald, den ersten Wahlgang mit 44,1 Prozent (15.289 Stimmen) gewinnen. Dabei erreichte er einen deutlichen Vorsprung vor Barbara Syrbe als zweitplatzierter Bewerberin mit 31,6 Prozent (10.952 Stimmen) und den Kandidaten der SPD (15,3 Prozent) und FDP (4,0 Prozent) sowie einem parteilosen Einzelbewerber (5,0 Prozent). Er verfehlte jedoch die laut Kommunalwahlgesetz für das Land Mecklenburg-Vorpommern erforderliche absolute Mehrheit. Die dadurch notwendige Stichwahl am 20. Mai 2001 gewann dann Barbara Syrbe mit einem Stimmenanteil von 54,8 Prozent (15.631 Stimmen) gegenüber 45,8 Prozent (13.186 Stimmen) für Herbert Kautz. Die Wahlbeteiligung war dabei von 36,9 Prozent im ersten Wahlgang auf 30,4 Prozent gesunken.
Dieser überraschende Wahlerfolg lag zum großen Teil an der ausdrücklichen Unterstützung im zweiten Wahlgang durch die drei ausgeschiedenen Kandidaten, die vor der Stichwahl unter anderem im Rahmen einer gemeinsamen Pressekonferenz eine Wahlempfehlung zugunsten der PDS-Bewerberin abgaben. Auch waren die Stimmenanteile für Barbara Syrbe in den Städten des Landkreises (Anklam, Wolgast, Gützkow, Lassan und Usedom) deutlich höher als in den ländlichen Gemeinden, in denen mehrheitlich der CDU-Bewerber vorn lag. Hinzu kam der sowohl von einem Teil der Wähler als auch von den meisten im Landkreis tätigen Lokalpolitikern als autoritär und konfrontativ empfundene Führungsstil des Amtsinhabers Herbert Kautz, so dass die Wahlentscheidung zu einem wesentlichen Teil auch auf die Persönlichkeiten der beiden Kandidaten und nicht ihre politischen Ansichten zurückzuführen war. Im Kreistag verfügte die CDU zum Zeitpunkt der Wahl über eine absolute Mehrheit (28 Abgeordnete gegenüber 14 der SPD und elf der PDS).
Mit Barbara Syrbe und Lothar Finzelberg, der am selben Tag ebenfalls in einer Stichwahl im Landkreis Jerichower Land im Land Sachsen-Anhalt gewann, wurden erstmals PDS-Kandidaten zu Landräten gewählt.

### 2008
Die erste Amtszeit von Barbara Syrbe endete turnusmäßig mit der Landratswahl am 18. Mai 2008, bei der sie erneut kandidierte. Sie erreichte in der ersten Runde 44,6 % (14.055 Stimmen) und siegte damit vor dem CDU-Kandidaten Jörg Hasselmann, Dezernent in der Kreisverwaltung Ostvorpommern und zweiter Stellvertreter der Landrätin, der 35,6 % (11.210 Stimmen) erreichte. Die Kandidatin der SPD erzielte ein Ergebnis von 6,3 %, zwei Einzelbewerber kamen auf 7,3 % beziehungsweise 6,2 %. Die Wahlbeteiligung lag mit 34,7 % rund zwei Prozent niedriger als in der ersten Runde der Wahl im Jahr 2001. Bei der daraus resultierenden Stichwahl am 1. Juni 2008 erreichte Barbara Syrbe 60,9 Prozent (15.422 Stimmen) und ihr Gegenkandidat 39,1 % (9.910 Stimmen) bei einer Wahlbeteiligung von 27,5 %.
Mit diesem Ergebnis blieb Barbara Syrbe Landrätin des Landkreises Ostvorpommern.

### 2011
Bei den Landratswahlen im Landkreis Vorpommern-Greifswald, der infolge der Kreisgebietsreform in Mecklenburg-Vorpommern 2011 aus den Landkreisen Ostvorpommern und Uecker-Randow sowie den Ämtern Jarmen-Tutow und Peenetal/Loitz des vorherigen Landkreises Demmin entstanden war, trat Barbara Syrbe erneut als Kandidatin der Partei Die Linke an. Sie erhielt am 4. September 2011 in der ersten Runde mit 37,1 Prozent (37.270 Stimmen) die meisten Stimmen vor der Kandidatin der CDU, der Justizministerin von Mecklenburg-Vorpommern Uta-Maria Kuder, die ein Ergebnis von 34,5 Prozent (34.701 Stimmen) erreichte. Die Kandidaten der SPD und der Grünen erhielten 18,5 Prozent beziehungsweise 9,9 Prozent der Stimmen. Die notwendige Stichwahl am 18. September 2011 gewann Barbara Syrbe mit 59,5 Prozent (34.370 Stimmen), während Uta-Maria Kuder ein Ergebnis von 40,5 Prozent (23.406 Stimmen) erzielte.
Barbara Syrbe wurde damit die erste Landrätin des neu geschaffenen Landkreises Vorpommern-Greifswald. Zu den Landratswahlen 2018 trat sie nicht mehr an. Zum Nachfolger wurde Michael Sack (CDU) gewählt.

## Weitere Ämter
Barbara Syrbe ist Mitglied im Aufsichtsrat der Energiewerke Nord und im Verwaltungsrat der Sparkasse Vorpommern. Seit dem 24. November 2011 ist sie außerdem Verwaltungsratsvorsitzende der Sparkasse Uecker-Randow.